# Ectemnonotum excellens
Ectemnonotum excellens är en insektsart som beskrevs av Schmidt 1909. Ectemnonotum excellens ingår i släktet Ectemnonotum och familjen spottstritar. Inga underarter finns listade i Catalogue of Life.